# Eduardo Vilches
Pour les articles homonymes, voir Vilches (homonymie).
Eduardo Enrique Vilches Arriagada est un footballeur chilien, né le 21 avril 1963 à Colina. Il évoluait au poste de défenseur.

## Biographie
Eduardo Vilches passe l'essentiel de sa carrière dans le club chilien de Colo Colo et le club mexicain de Nexaca. 
Au total, il remporte sept Championnats du Chili. Avec Colo Colo il remporte la prestigieuse Copa Libertadores en 1991, de même que la Copa Interamericana et la Recopa Sudamericana en 1992.
Eduardo Vilches reçoit 30 sélections en équipe du Chili entre 1990 et 1996.